# Ambuila Municipality
Ambuila Municipality är en kommun i Angola.   Den ligger i provinsen Uíge, i den nordvästra delen av landet, 190 kilometer nordost om huvudstaden Luanda.
I omgivningarna runt Ambuila Municipality växer huvudsakligen savannskog. Runt Ambuila Municipality är det glesbefolkat, med 19 invånare per kvadratkilometer.